# ジョニーは戦場へ行った
『ジョニーは戦場へ行った』（ジョニーはせんじょうへいった、原題: Johnny Got His Gun） は、ダルトン・トランボが1939年に発表した反戦小説である。
ベトナム戦争最中の1971年、トランボ自身の脚本・監督により映画化された。トランボ唯一の映画監督作である。
『ジョニーは銃をとった』は早川書房版の題名。角川書店版の題名『ジョニーは戦場へ行った』は、映画版の邦題による。

## 反戦性
本作は第二次世界大戦勃発直後の1939年9月3日に発表された。反戦的な内容が「反政府文学」と判断され、戦争の激化した1945年、ついに絶版（事実上の発禁処分）となる。戦後になって復刊されたものの、朝鮮戦争時には再び絶版とされ、休戦後に復刊されるなど、戦争のたびに絶版と復刊を繰り返す。

トランボはアメリカ共産党の党員でもあり、1947年に赤狩りにあい逮捕、禁固刑の実刑判決をうけ、刑期満了後も映画業界から事実上追放された。その後は偽名で脚本の仕事を続けていたが、1960年代に正式に映画業界に復帰、長年の宿願だった本作の映画化を実現させた。

## タイトル
タイトル『ジョニーは銃をとった（Johnny Got His Gun）』は、第一次世界大戦時の志願兵募集の宣伝文句で、軍歌『オヴァー・ゼア』(Over There)でも有名になった「ジョニーよ、銃をとれ（Johnny Get Your Gun）」という呼び掛けへの痛烈な皮肉となっている。

## 小説の内容

### あらすじ
本作は2つの章からなる。
なお、本作の語り手はジョー（ジョニーではない）で、彼自身の過去の記憶や現状など、全てが彼の「内的独白」によってのみ記述されており、一切の第三者視点が存在しない。

#### 第一章「死者」
ジョーは、徴兵によって最愛の恋人カリーンに別れを告げて第一次世界大戦へと出征する。
しかし、異国の戦場で迫り来る敵の砲弾を避けようと塹壕に飛び込むが、目（視覚）、鼻（嗅覚）、口（言葉）、耳（聴覚）を失い、運び込まれた病院で、壊疽して機能しない両腕、両脚も切断されてしまう。
首と頭をわずかにしか動かせないジョーは、今がいつで、どれだけ時間が経ち、自分はどこにいて、誰が近くに来ているのかを皮膚感覚で察知しようとする。一方、鎮静剤を定期的に投与され、彼の意識は現在と過去の間をさまよう。恋人カリーンや戦争に行く前に死んだ父親との、実際には過去にも無かった数々の空想の出来事の世界に身を置き、そしてまた現実の「孤独」と「暗黒」の世界に戻って来る。　

#### 第二章「生者」
自分には意識があることを伝えようと、わずかに動く首と頭を使って必死に訴えようとするジョー。しかし彼には意識は無く、ただ生物として横たわっていると思っている看護婦、医師、そして軍人は、彼の頭の動きは「肉体的痙攣にすぎない」という引継ぎマニュアルに書かれている指示の通りに、鎮静剤の注射をするだけ。
あるクリスマスの夜、新しく赴任してきた看護婦がジョーの胸にMERRY CHRISTMASと一文字ずつ手で書く。彼はそれを理解し応えようと頭を動かすが、彼を物体ではなく人間だという思いで接している心優しい看護婦にも、それは伝わらなかった。
頭の中で過去の人々との交流を回想する彼に、ある日、彼の父親がモールス信号のヒントを与える。そしてついに自らの意思を伝える手段としてモールス信号を使い、必死に周囲に訴えかけるジョー。心優しい新しい看護婦がジョーが何かを訴えかけているのではないかと気づき、医師を呼びに行くが、痙攣としか理解しない医師は鎮静剤を打つだけだった。
そして数日後、軍の医師団が訪問してきた時、1人がジョーが発信しているSOSのモールス信号に気付く。ジョーに意識はなく肉体が横たわっているだけと思っていた全員が驚愕する。トップの人間が「何が望みか聞いてみろ」と指示し、部下がジョーの額にモールス信号を叩く。
それに対して、ジョーは答える。「自分を公衆の前に出して陳列してくれ（自分を維持するにはお金が掛かるはずだから、その見物料金を充ててもらいたい）」それは出来ないと返事をすると、「では殺してくれ」と答えるジョー。あとは何を言っても、「殺してくれ」「殺してくれ」「殺してくれ」とだけモールス信号で訴えるジョー…

### 登場人物
ジョー・ボーナム (Joe Bonham)
本作の主人公。上述の通り、触覚を除くほとんどの知覚を失い、また手足も無い「意識を持つ生きた肉塊」と化してしまう。映画では身元不明の「負傷兵407号」と呼ばれ、研究対象として生かされることとなる。
看護婦
ジョーを担当する看護婦。ジョーに好意的で、ジョーに意識が残っていることに気づく。映画では「ダイアン」という名前が付けられている。
カリーン (Kareen)
ジョーが出征する前の恋人。
ビル・ボーナム (Bill Bonham)
ジョーの父。
メイシャ・ボーナム (Macia Bonham)
ジョーの母。

## 書誌情報
- Trumbo, Dalton (September 3, 1939). Johnny Got His Gun. J. B. Lippincott
  - ドルトン・トランボ 著、斎藤数衛 訳『ジョニーは銃をとった』早川書房、1971年7月31日。
  - ドルトン・トランボ 著、信太英男 訳『ジョニーは戦場へ行った』角川書店〈角川文庫〉、1973年。ISBN 4-15-207143-5。
  - ダルトン・トランボ 著、波多野理彩子 訳『新訳 ジョニーは戦場へ行った』KADOKAWA〈角川新書〉、2024年9月10日。ISBN 978-404-0825045。

## 映画
映画は、原作者であるダルトン・トランボ自身の監督、脚本により1971年にアメリカ映画として制作された。過去のシーンとジョーの空想のシーンはカラー、現在の病室のシーンはモノクロで描かれている。
カンヌ国際映画祭審査員特別グランプリ、国際映画評論家連盟賞、国際エヴァンジェリ映画委員会賞を受賞。

### キャスト
| 役名                 | 俳優                         | 日本語吹替                                                 |
| 役名                 | 俳優                         | NETテレビ版                                                |
| -------------------- | ---------------------------- | ---------------------------------------------------------- |
| ジョー・ボーナム     | ティモシー・ボトムズ         | 松橋登                                                     |
| カリーン             | キャシー・フィールズ         | 二木てるみ                                                 |
| ジョーの父親         | ジェイソン・ロバーズ         | 大木民夫                                                   |
| ジョーの母親         | マーシャ・ハント             | 京田尚子                                                   |
| ダイアン             | ダイアン・ヴァーシ           | 山田早苗                                                   |
| キリストと呼ばれる男 | ドナルド・サザーランド       | 家弓家正                                                   |
| ティラリー軍医       | エドワード・フランツ         | 高塔正康                                                   |
| マイク・バークマン   | チャールズ・マッグロー       | 増岡弘                                                     |
| ラッキー             | サンディ・ブラウン・ワイエス | 渡辺典子                                                   |
| 少年時代のジョー     | ケリー・マクレーン           | 野沢雅子                                                   |
| 不明 その他          |                              | 宮川洋一 徳丸完 宮田光 上田敏也 清川元夢 石丸博也 若本紀昭 |
|                      |                              |                                                            |
| 演出                 | 演出                         | 山田悦司                                                   |
| 翻訳                 | 翻訳                         | 進藤光太                                                   |
| 効果                 | 効果                         | 赤塚不二夫                                                 |
| 調整                 | 調整                         | 桑原邦男                                                   |
| 制作                 | 制作                         | オムニバスプロモーション                                   |
| 解説                 | 解説                         | 淀川長治                                                   |
| 初回放送             | 初回放送                     | 1975年11月30日 『日曜洋画劇場』 21:00-22:55                |

※日本語吹替はDVD収録・正味97分

### スタッフ
- 原作・監督・脚本：ダルトン・トランボ
- 製作：ブルース・キャンベル
- 撮影監督：ジュールス・ブレンナー
- 編集：ミリー・ムーア

### 原作からの変更
映画では視聴者の視覚に訴える必要上、第三者からの視点で描かれている点が小説とは大きく異なっている。特にラストシーンにおいて「ジョーの知りえない周りの状況を示す」ことで、小説では描かれなかった「死の尊厳」についてのメッセージを視聴者に訴えかけている。

### 二次使用
アメリカのヘヴィメタルバンドMETALLICAの楽曲「One」は、この作品の主人公がモデルになっており、ミュージック・ビデオにも映画の場面を交えている。